# 2006년 5월
| 2006년: 1월 · 2월 · 3월 · 4월 · 5월 · 6월 · 7월 · 8월 · 9월 · 10월 · 11월 · 12월 |

| <          | 2006년 5월 | 2006년 5월 | 2006년 5월 | 2006년 5월 | 2006년 5월 | >           |
| 일         | 월         | 화         | 수         | 목         | 금         | 토          |
|            | 1 4.4 경인 | 2 5 신묘   | 3 6 임진   | 4 7 계사   | 5 8 갑오   | 6 9 을미    |
| 7 10 병신  | 8 11 정유  | 9 12 무술  | 10 13 기해 | 11 14 경자 | 12 15 신축 | 13 16 임인  |
| 14 17 계묘 | 15 18 갑진 | 16 19 을사 | 17 20 병오 | 18 21 정미 | 19 22 무신 | 20 23 기유  |
| 21 24 경술 | 22 25 신해 | 23 26 임자 | 24 27 계축 | 25 28 갑인 | 26 29 을묘 | 27 5.1 병진 |
| 28 2 정사  | 29 3 무오  | 30 4 기미  | 31 5 경신  |            |            |             |

| - 5월 30일 - 이마무라 쇼헤이 편집하기 |

## 2006년5월 31일
- 제4회 전국동시지방선거의 투표가 오전 6시부터 저녁 6시까지 실시되었다.

## 2006년5월 30일
- 코스피 지수가 사흘 만에 하락하며 1310선대로 밀려났다.
- 박근혜 대표 피습 자작극 동영상 플래시 유포 논란. 중앙선거관리위원회는 이에 대해“이 동영상이 선거법에 저촉되는지를 살펴보고 있으며 중대한 선거법 위반이 발견될 경우 고발이나 수사 의뢰할 것도 검토 중”이라고 말했다.
- 일제강점기때 일본으로 반출되어 도쿄 대학교에서 소장중이었던 조선왕조실록 오대산 사고본 47책을 서울대학교 규장각으로 반환하기로 합의가 이루어졌다.

## 2006년5월 26일
- 딕 아드보카트 감독이 이끄는 대한민국 축구 국가대표팀이 보스니아 헤르체고비나와의 경기에서 2:0으로 이겼다.

## 2006년5월 25일
- 통계청이 발표한 2005 인구주택총조사 전수집계 결과, 1948년 정부수립 이후 최초로 여성 인구 수가 남성을 추월한 것으로 나타났다.
- 외교통상부는 동티모르에 체류하는 한국인이 수도 딜리 시내 자택에서 총탄에 맞아 중상을 입었지만 생명에는 지장이 없는 것으로 파악됐다고 발표했다.

## 2006년5월 23일
- 딕 아드보카트 감독이 이끄는 대한민국 축구 국가대표팀이 세네갈과의 친선 경기에서 1:1로 비겼다.

## 2006년5월 22일
- 한나라당 박근혜 대표 피습사건을 수사 중인 검·경 합동수사본부 박 대표에게 상해를 입힌 지아무개(50)에 대해서는 살인미수와 선거법 위반 혐의로, 이 자리에서 난동을 부린 박아무개(52)에는 선거법 위반과 재물손괴 혐의로 각각 구속영장을 청구했다

## 2006년5월 21일
- 몬테네그로가 국민투표를 통해 세르비아 몬테네그로로부터의 독립을 확정지었다.

## 2006년5월 20일
- 한나라당 박근혜대표가 신촌에서 한나라당 서울시장후보 지원유세중 50대 초반의 전과자로부터 턱부터 귀까지 커터칼에 찔려 찢어지는 피습당하여 신촌 세브란스 병원에서 60여 바늘을 꿰매는 수술을 받았다.

## 2006년5월 16일
- 한국 기독교 총연합회가 제기한 영화 다빈치 코드에 대한 상영금지 가처분 신청을 서울중앙지법이 각하시켰다.

## 2006년5월 15일
- 미국이 리비아를 전 세계 테러지원국 명단에서 삭제하고 양국간 외교관계를 25년여 만에 정상화할 것이라고 미국 국무부 관리들이 밝혔다.
- 현대자동차 사옥증축 인허가와 관련해 검찰수사를 받아온 서울시 전 주택국장 박석안씨가 팔당호에 빠져 숨진 채 발견됐다.

## 2006년5월 14일
- 베를린에서 열린 독일 사회민주당 임시 전당대회에서 건강상의 이유로 사퇴한 마티아스 플라첵 후임으로 쿠르트 벡 라인란트팔츠주 주총리를 새 당수로 선출했다.

## 2006년5월 12일
- '줄기 세포 논문조작' 사건을 수사한 서울중앙지방검찰청 특별 수사팀은 황우석 전 서울대학교 교수를 특경가법상 사기, 생명윤리법 위반 등으로, 김선종 전 미즈메디 병원 연구원을 업무 방해 및 증거 인멸 교사 혐의로 각각 불구속 기소했다.
- 나이지리아 남부 라고스 지역에서 국영 석유회사 NNPC 소유의 송유관이 폭발하여 최대 200명의 사망자가 발생했다.
- 미국의 저스틴 게이틀린이 카타르 도하에서 열린 IAAF 슈퍼 투어 대회의 남자 육상 100 미터에서 지난해 6월에 기록한 아사파 파월(자메이카)의 종전 세계기록을 0.01초 앞당긴 9초76으로 세계신기록을 수립하였다고 발표되었다. 그러나 나중에 IAAF는 당시 게이틀린의 정확한 기록이 9초766였는데 이를 반올림하지 않고 9초76으로 발표해 오류가 생겼다며 기록을 9초 77로 수정, 발표했다.
- 일본 정부는 "1954년 이후 대한민국의 독도 점거는 불법"이라며 "일본은 늦어도 17세기 중반부터 (독도에 관한) 영유권을 확립했다"는 공식 입장을 담은 대(對)국회 답변서를 채택했다. 이에 대해 대한민국 정부는 추규호 외교통상부 대변인 명의의 논평에서 "역사적.지리적.국제법적으로 고유한 영토인 독도에 대해 일본이 불법 점거라고 주장하는 것을 결코 용인할 수 없다"고 밝혔다.

## 2006년5월 11일
- 2006년 축구 월드컵에 출전할 월드컵 대한민국 축구 국가대표팀의 최종 엔트리 23명이 발표되었다.

## 2006년5월 10일
- 기존의 국제 연합 인권 위원회를 대체하게 될 국제 연합 인권 이사회는 유엔총회장에서 실시된 인권이사회 선거에서 대한민국을 포함한 모두 47개국을 초대 이사국으로 선출했다.
- 세계 최대의 게임쇼인 E3가 개막했다.
- 이탈리아의 전후 제11대 대통령에게 현 좌익 민주당의 조르조 나폴리타노가 선출했다.

## 2006년5월 9일
- 대검 중수부는 분식회계와 횡령, 재산국외도피, 사기대출 등 혐의로 구속기소된 김우중 전 대우그룹 회장에게 징역 15년에 추징금 23조 358억 원을 구형했다.
- 이란 핵문제를 둘러싼 국제 정세 악화와 달러 약세로 금 값이 26년 만에 처음으로 온스당 700달러를 넘어섰다.

## 2006년5월 8일
- 통계청이 발표한 "대한민국 2005년 출생통계 잠정결과"에 따르면 지난해 여성 1명이 임신할 수 있는 기간(15~49세)에 낳는 평균 자녀 수(합계 출산율)가 1.08명으로 떨어졌다.
- 플레이스테이션 3의 새로운 컨트롤러와 발매일, 가격이 E3에서 발표되었다.

## 2006년5월 5일
- 대추리 사태 : 평택미군기지 확장저지 범국민대책위 등 시민단체들은 “대추분교가 철거됐다고 해서 집회를 못하는 것은 아니다. 또 철조망을 쳤다고 해서 농사를 못 짓는 것도 아니다”라며 “국방부의 횡포에 끝까지 맞설 것”이라고 밝혔다.
- 수원비행장에서 대한민국 공군 특수비행팀 블랙이글 소속 A-37 한 대가 에어쇼 도중 추락하여, 조종사 1명이 목숨을 잃는 사고가 발생했다.
- 다르푸르 분쟁 : 수단 정부와 최대 반군조직인 수단해방운동(SLM)의 미니 미나위단은 나이지리아 수도 아부자에서 아프리카연합(AU)이 주선한 평화협정에 서명했다. 그러나 SLM의 또 다른 계파인 압델 와히드 누르 그룹과 SLM의 경쟁 단체인 정의평등운동(JEM)은 일부 조건이 받아들여지지 않았다며 평화협정을 거부했다.

## 2006년5월 4일
- 대추리 사태: 국방부와 경찰이 미군기지확장이전지역내 대추분교(평택시 팽성읍 대추리)에 대한 강제퇴거(행정대집행)와 기지이전터 철조망 설치작업에 전격 착수했다.
- 현지시간 오전 4시26분(UTC, 5월 3일 15시 26분)에 통가에서 진도 7.9의 지진이 발생하여 피지와 뉴질랜드 지역에 쓰나미 경고가 발령되었다. 쓰나미가 발생되지 않으면 경고는 취소된다. (USGS), (태평양 쓰나미 경고 센터)
- 인도 하이데라바드에서 열린 제39차 아시아개발은행(ADB) 연차총회에서 한덕수 대한민국 경제부총리, 진런칭 중국 재정부장, 다니가키 사다카즈 일본 재무상이 회동을 갖고 앞으로 3국이 금융 통합이라는 장기 비전을 공유하는 것이 중요하다는 점을 확인하면서, 유로화처럼 역내에서 통용되는 아시아 공동통화 도입을 위한 로드맵 작성을 위해 공동 연구에 착수키로 합의했다.

## 2006년5월 3일
- 아르메니아 항공 소속 여객기가 아르메니아 수도 예레반에서 흑해 휴양지인 러시아 소치로 비행 중 바다로 추락하여 탑승자 전원 113명이 사망한 것으로 보인다고 러시아 비상대책부 관계자가 밝혔다.

## 2006년5월 2일
- 국회는 한나라당의 강력한 반대속에 열린우리당과 민주당, 민주노동당 의원들이 참석한 가운데 본회의를 열어 3.30 부동산 대책 법안 등 민생관련 법안을 강행처리했다.
- 강금실 전(前) 법무장관이 이계안 의원을 누르고 열린우리당의 서울시장 후보로 확정됐다. 이에 따라 5.31 지방선거 서울시장 본선 대결은 열린우리당 강 후보와 한나라당 오세훈, 민주당 박주선, 민주노동당 김종철 후보간의 대결 구도로 치러지게 됐다.
- 고려대학교 김기창 교수가 한국 모질라 커뮤니티에서 웹페이지 국제 표준화를 위한 행정소송 준비와 함께, 이미 오페라 브라우저를 제작한 오페라 소프트웨어사에 이 사실을 통보하였으며, 많은 네티즌들의 참여를 원한다고 밝혔다.

## 2006년5월 1일
- 아프리카 연합은 수단 다르푸르 분쟁을 해결하기 위한 수단 정부와 반군그룹의 평화협상 시한을 48시간 연장했다.